# Ельбеза
Ельбеза́ (рос. Эльбеза) — селище у складі Таштагольського району Кемеровської області, Росія. Входить до складу Усть-Кабирзинського сільського поселення.

## Населення
Населення — 47 осіб (2010; 51 у 2002).
Національний склад (станом на 2002 рік):
- шорці — 92 %